# Sabrina Wittmann
Sabrina Wittmann, née le 19 juillet 1991 à Ingolstadt, est une joueuse et une entraîneuse de football professionnelle allemande. Depuis 2024, elle est entraîneuse en chef du club FC Ingolstadt au Championnat d'Allemagne de football de 3e division. Elle est la première femme entraineuse en chef des trois meilleures divisions de football allemandes.

## Carrière

### Comme joueuse
Née à Ingolstadt, Sabrina Wittmann débute le football au club SC Steinberg/Biberg à Kipfenberg dans le district de Haute-Bavarienne d'Eichstott à l'âge de 14 ans de 2005 à 2008,.
Puis, elle rejoint l'équipe de jeunes B du FC Ingolstadt 04,, avec qui elle est promue à la Fantabre des femmes en 2012. Pour la saison 2013/14, elle déménage à Außenverteidigerinà SpVgg Greuter Fürth.
À 16 ans, elle déménage au Kentucky aux États-Unis où elle joue pour son lycée.

### Comme entraîneuse
Sabrina Wittmann est d'abord entraineuse de football assistant pour une équipe de collège du Kentucky en 2008.
Elle retourne en Allemagne et rejoint l'académie du FC Ingolstadt en tant qu'entraineuse des juniors C, B et A à partir de 2009. Elle devient alors entraîneuse en chef de l'équipe féminine des moins de 15 ans en 2012.
De 2017 à 2021, elle est entraîneuse-cheffe de l'équipe féminine du SC Amicitia Munich dans la ligue régionale féminine de Bavière, à partir de 2021 en tant que co-formatrice. En août 2022, elle devient directrice sportive du Centre sportif de l'Ingolstadt Young Sports Centre.
Elle codirige l'équipe moins de 19 ans du club Bundesliga à partir de 2018-2019.
Le 2 mai 2024, Sabrina Wittmann est promue pour remplacer Michael Köllner en tant qu'entraîneuse en chef par intérim de l'équipe senior, faisant d'elle la première femme à entrainer une équipe dans les trois premières divisions du football allemand,. L'équipe reste invaincue sous son entrainement avec deux victoires et deux nuls pour clore la saison 2023-2024, terminant par une victoire en Coupe de Bavière le 25 mai pour se qualifier pour la DFB-Pokal,. Le 6 juin, le club annonce qu'elle est nommée entraineuse en chef permanente de l'équipe,.